# Halkosaari (ö i Norra Karelen, Joensuu, lat 62,31, long 30,94)
Halkosaari är en halvö i Finland. Den ligger i sjön Korpijärvi och i kommunen Joensuu i den ekonomiska regionen  Joensuu ekonomiska region  och landskapet Norra Karelen, i den sydöstra delen av landet, 400 km nordost om huvudstaden Helsingfors.